# Mindszent
Mindszent ist eine Stadt im Kleingebiet Hódmezővásárhely, das im Komitat Csongrád-Csanád im Süden Ungarns liegt. Die Stadt liegt am linken Ufer der Theiß in etwa gleicher Entfernung zwischen den Städten Szentes und Hódmezővásárhely.
Die römisch-katholische Allerheiligenkirche ist, wie der Name besagt, Allen Heiligen (ungarisch Mindenszentek) geweiht, von denen der Ortsname Mindszent abgeleitet ist.

## Sehenswürdigkeiten
- Römisch-katholische Kirche Mindenszentek, erbaut 1798–1800,  Spätbarock

## Söhne und Töchter der Stadt
- Adolph Kohut (1848–1917), Schriftsteller und Rezitator
- Sándor Kelemen (1882–1944), Pharmazeut und Komponist
- Mihály Korom (1927–1993), Politiker

## Städtepartnerschaften
- Buziaș, Rumänien
- Heten, Ukraine
- Hartheim am Rhein, Deutschland
- Misentea, Rumänien
- Mužlja, Serbien

## Tourismus
Durch Mindszent verlaufen der Europäische Fernwanderweg E7 und der nationale Fernwanderweg Alföldi Kéktúra.